# 784 Pickeringia
784 Pickeringia је астероид главног астероидног појаса са пречником од приближно 89,42 .
Афел астероида је на удаљености од 3,843 астрономских јединица (АЈ) од Сунца, а перихел на 2,347 АЈ.
Ексцентрицитет орбите износи 0,241, инклинација (нагиб) орбите у односу на раван еклиптике 12,289 степени, а орбитални период износи 1989,094 дана (5,445 година).
Апсолутна магнитуда астероида је 9,00 а геометријски албедо 0,055.
Астероид је откривен 20. марта 1914. године.